# ويليام ريمر
ويليام ريمر (بالإنجليزية: William Rimmer)‏ هو كاتب ورسام وفنان أمريكي، ولد في 20 فبراير 1816 في ليفربول في المملكة المتحدة، وتوفي في 20 أغسطس 1879 في ماساتشوستس في الولايات المتحدة.